# 刑事ベラミー
『刑事ベラミー』（けいじベラミー、Bellamy）は2009年のフランスのミステリ映画。クロード・シャブロル監督の（長編劇映画としての）遺作で、出演はジェラール・ドパルデューとジャック・ガンブランなど。2009年2月8日に第59回ベルリン国際映画祭で初上映され、日本では2012年の一般公開に先立ち、2010年10月26日に第23回東京国際映画祭で上映されている。

## ストーリー
墓地の近くの海岸で黒こげの車と焼死体が見つかる。死体はエミール・ルレという保険会社社員のものと見られていたが、後に別人と判明する。ルレによる保険金詐欺の疑いが浮上し、世間の注目を集めることとなるが、ルレ本人は行方をくらましており、残された妻が共犯者との疑いを受けてマスコミに追われる身となっていた。
一方、パリの警視ベラミーは妻フランソワーズと彼女の故郷であるニームでバカンスを過ごしていた。そこに謎めいた男が現れ、話を聞いて欲しいと言う。いぶかしむ妻に反して、その男に興味を抱いたベラミーは呼び出されるままに男のいるモーテルの一室にやって来る。すると男はノエル・ジャンティと名乗り、一枚の写真を見せると、そこに映っている男を殺したと言う。ジャンティは不倫をしており、愛人も妻もみなが幸せになれると思って人を殺してしまったのだと語る。要領を得ない話に、ベラミーは写真を預かって自宅に帰る。ジャンティが見せた身分証は偽物であり、名前も偽名であることを確認したベラミーはフランソワーズに写真を見せると、彼女は写真に写った男がジャンティ本人に似ていると言う。
ベラミーとフランソワーズのもとに、ベラミーの父違いの弟ジャックが訪ねて来る。ベラミーとは違い、定職にも就かず、飲んだくれの前科者であるジャックはベラミーにとって悩みの種であり、フランソワーズも快く思っていなかったが、ジャックはしばらく滞在することになる。
ベラミーはジャンティの妻に会いに行くと、彼女は今話題のルレの妻であり、しかも部屋に飾られたルレの写真から、ノエル・ジャンティがルレ本人であることに気付く。ルレの妻にルレとの夫婦関係などを聞き出したベラミーは次にルレの愛人ナディアに会いに行く。ナディアの証言によると、ルレは自分が死んだことにして保険金を妻に残し、自分はナディアと暮らすつもりだったという。さらに、ルレの身代わりとしてナディアが見つけたホームレスの男ドニを事故死に見せかけて殺すつもりだったが、実際にドニを殺害する段になって不安になったナディアは計画から降りたのだと告白する。
改めてジャンティことルレに会ったベラミーは、確かにルレはドニを自分の身代わりにして事故死させるつもりだったが、実際にはそうしなかったと証言する。ドニには元々自殺願望があり、ルレが目を離している隙に勝手に車を運転して事故を起こして死んだのだという。ベラミーはドニの遺体の身元確認をしたドニのかつての恋人クレールと会い、ルレの証言の裏付けを取ろうとする。彼女の証言によれば、ドニは自殺をするような男ではないが、遺体が見つかった近くの墓地はドニが行きたがっていた場所だったという。
ナディアとの新生活を望むルレだったが、ベラミーはナディアが事件の担当警視ルブランと関係を持っていると知ると、その事実をルレに伝える。ショックを受けたルレに代わって、ルレの妻にルレとの今後について聞きに行ったベラミーは、ルレの妻が突然死しているのを発見する。すると、ルレが姿を消し、しばらくしてニーム警察に出頭する。
クレールの知人である新人弁護士がルレの弁護を引き受けることになると、ベラミーのアドバイスによる歌を使った弁護によって、ルレに無罪判決が下る。その様子を映したテレビ映像の片隅で、ルレがナディアと抱き合って喜んでいる姿を見たベラミーは、すべてはルレとナディアの計画で、自分は騙されていたのではないかと疑うが、事件に関わることをやめる。
一方ベラミーは、ルレとの会話の影響もあり、フランソワーズがジャックと親しくしている様子に嫉妬を感じるようになっていた。そして、ベラミーは子供時代に天使のようだったジャックの存在を疎ましく思い、殺そうとしたことがあるとフランソワーズに告白する。そんな中、ベラミーの車で出て行ってしまっていたジャックが事故を起こして死んだとの連絡が来る。

## キャスト
- ポール・ベラミー: ジェラール・ドパルデュー - 警視。回想録で有名。
- ジャック・ルバ: クロヴィス・コルニアック - ポールの父親違いの弟。飲んだくれのチンピラ。
- ノエル・ジャンティ: ジャック・ガンブラン - ポールを訪ねて来た男。
- エミール・ルレ: ジャック・ガンブラン - 保険金詐欺事件容疑者。保険会社元社員。
- ドニ・ルプランス: ジャック・ガンブラン - エミールの身代わりとなったホームレス。
- フランソワーズ・ベラミー: マリー・ビュネル（フランス語版） - ポールの妻。
- ナディア・サンショ: ヴァイナ・ジョカンテ（フランス語版） - エミールの愛人。足エステ店を経営。
- ルレ夫人: マリー・マテロン（フランス語版） - エミールの妻。

## 作品の評価
アロシネによれば、フランスの25のメディアによる評価の平均点は5点満点中3.6点である。
Rotten Tomatoesによれば、27件の評論のうち高評価は89%にあたる24件で、平均点は10点満点中6.82点となっている。